# Taquimilán
Taquimilán är en ort i Argentina.   Den ligger i provinsen Neuquén, i den sydvästra delen av landet, 1 100 km väster om huvudstaden Buenos Aires. Taquimilán ligger 1 213 meter över havet och antalet invånare är 558.
Terrängen runt Taquimilán är huvudsakligen kuperad, men österut är den bergig. Trakten runt Taquimilán är nära nog obefolkad, med mindre än två invånare per kvadratkilometer.. Det finns inga andra samhällen i närheten. 
Omgivningarna runt Taquimilán är i huvudsak ett öppet busklandskap.